# Île Monsin
Île Monsin är en ö i Belgien.   Den ligger i provinsen Liège och regionen Vallonien, i den östra delen av landet, 90 km öster om huvudstaden Bryssel.
Runt Île Monsin är det i huvudsak tätbebyggt. Runt Île Monsin är det mycket tätbefolkat, med 2 181 invånare per kvadratkilometer.